# Tyrone Poole

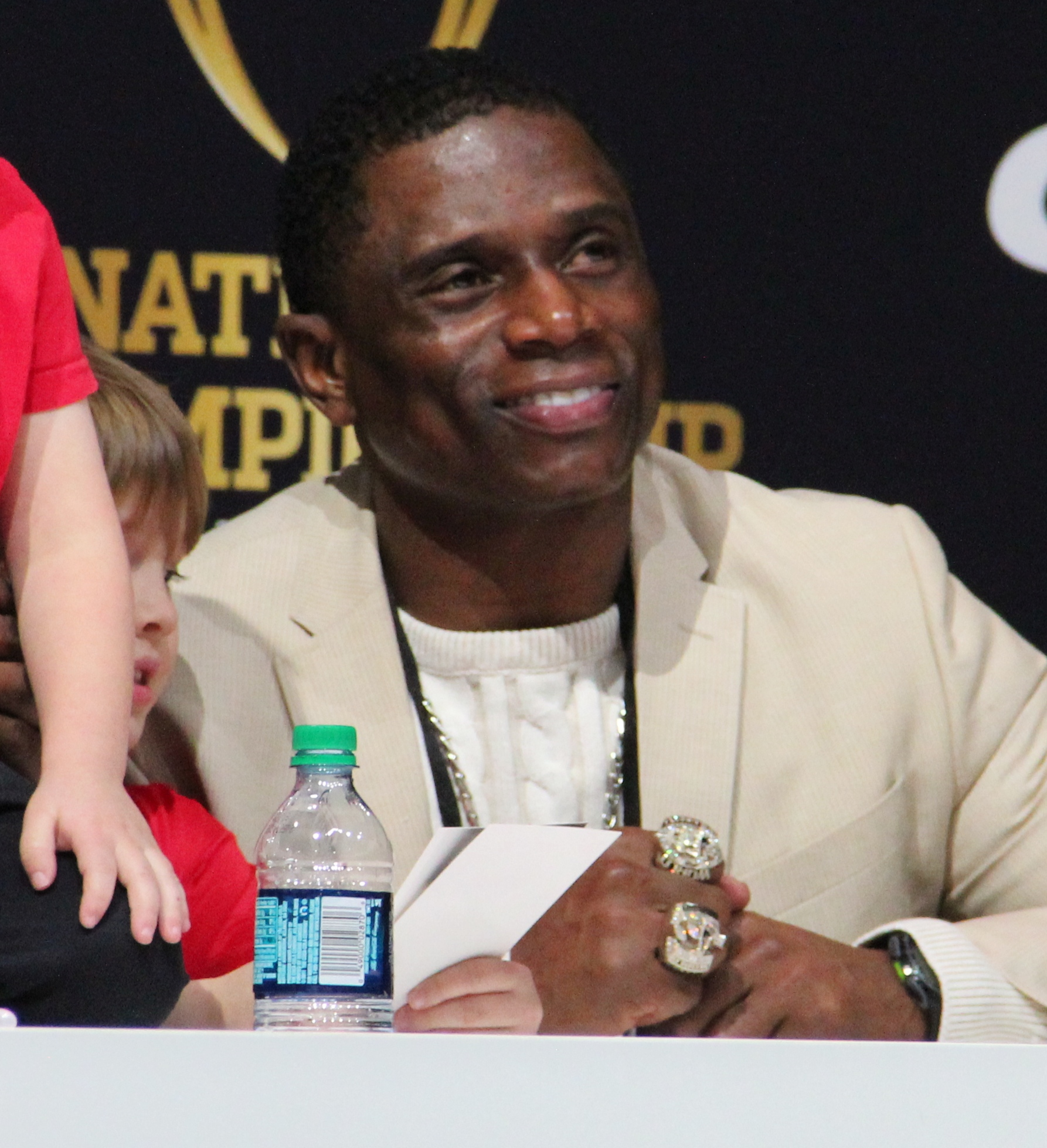
Imagem do jogador de futebol americano estadunidense Tyrone Poole.

Tyrone Poole é um jogador profissional de futebol americano estadunidense que foi campeão da temporada de 2004 da National Football League jogando pelo New England Patriots.